# تشارلي هنت
تشارلي هنت (بالإنجليزية: Charlie Hunt)‏ هو لاعب كرة قدم أمريكية أمريكي، ولد في 1 فبراير 1951 في سانت أوغسطين في الولايات المتحدة.

## وصلات خارجية
- تشارلي هنت على موقع مرجع كرة القدم المحترفة.كوم (الإنجليزية)